# Young (Saskatchewan)
Young es un pueblo canadiense situado en la provincia de Saskatchewan.

## Superficie
Young tiene una superficie de 2,54 km².

## Demografía
En 2021, tenía 253 habitantes, una densidad poblacional de 99,7 hab./km², y 142 viviendas.